# Furacão Florence (2006)
O furacão Florence foi o primeiro furacão atlântico a produzir ventos com força de furacão em Bermudas desde o Furacão Fabian que atingiu a ilha em Setembro de 2003. Sendo o sétimo ciclone tropical e o segundo furacão da temporada de furacões no oceano Atlântico de 2006, Florence formou-se de uma onda tropical no Oceano Atlântico em 3 de Setembro de 2006 e seguiu uma trajetória comum a furacões tipo "Cabo Verde". Devido às condições desfavoráveis, o sistema falhou em se organizar inicialmente e como resultado, a tempestade cresceu para um grande tamanho incomum. Depois de vários dias, Florence encontrou uma área com menos ventos de cisalhamento e intensificou-se para um furacão em 10 de Setembro. Florence passou logo a oeste de Bermudas enquanto recurvava para nordeste e em 13 de Setembro, o sistema tornou-se um ciclone extratropical.
Florence produziu rajadas de vento de mais de 185 km/h em Bermudas, que causou várias interrupções no fornecimento de energia e danos pequenos. Florence então trouxe chuvas fortes sobre Terra Nova, Canadá como uma tempestade extratropical, destruindo uma casa e causou danos pequenos a várias outras. Não houve mortos em associação à passagem do furacão.

## História meteorológica

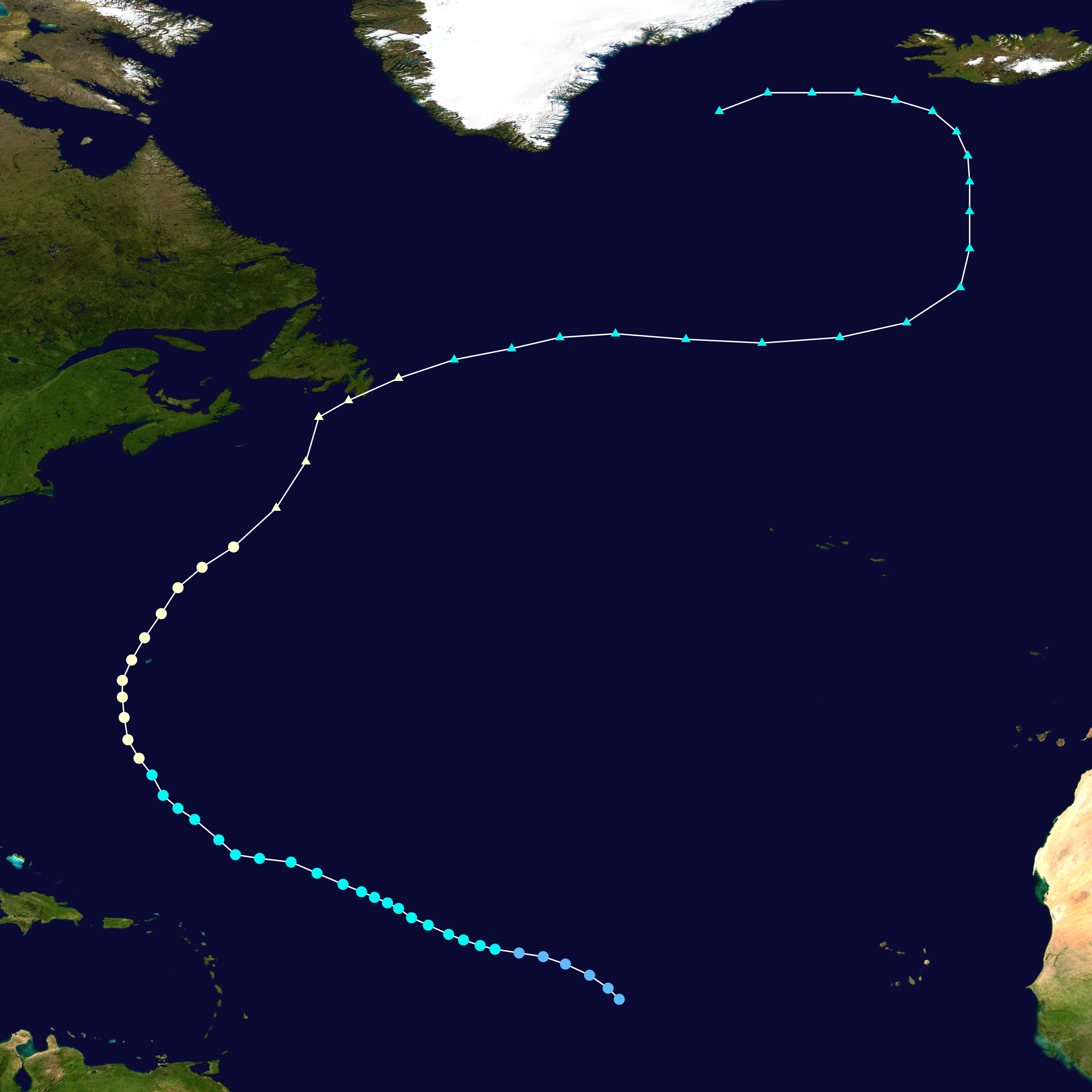
O caminho de Florence

Uma onda tropical deixou a costa da África em 29 de Agosto. A onda seguiu para oeste lentamente e mostrou sinais de organização dois dias depois. Em 31 de Agosto, uma segunda onda tropical deixou da costa da África numa velocidade superior do que sua predecessor. As duas ondas se interagiram e em 2 de setembro, fundiram-se, formando uma grande área de distúrbios meteorológicos sobre o Oceano Atlântico. As áreas de convecção aumentaram dentro do sistema e o grande sistema desenvolveu uma área de convecção concentrada em conjunção com uma área de baixa pressão bem definida. No final de 3 de Setembro, o sistema manteve uma grande circulação fechada e áreas de convecção suficientes para que este sistema fosse declarado como a depressão tropical Seis enquanto estava localizado a meio caminho entre as Pequenas Antilhas e a África.

Florence como uma incomum grande tempestade tropical em 7 de Setembro.

Depois de tornar-se um ciclone tropical, a depressão manteve pequenos vórtices com um centro em comum. Bandas de tempestade aumentaram em imagens de satélite, embora ventos de cisalhamento vindos do sudoeste, provocadas por um cavado de altos níveis ao seu nordeste e a ausência de uma circulação ciclônica bem definida preveniram o fortalecimento inicial. Ar seco começou a afetar a depressão e como conseqüência, a depressão se desenvolveu muito lentamente; meteorologistas tiveram muitas dificuldades em localizar o centro da circulação. O sistema continuou a seguir para oeste-noroeste enquanto seguia na periferia sul de uma alta subtropical de níveis profundas ao seu norte. Embora as áreas de convecção continuassem próximas à periferia da depressão, a organização geral do sistema continuou a se desenvolver, e é estimado que a depressão se intensificou para uma tempestade tropical Florence. em 5 de Setembro enquanto estava localizado a cerca de 1.800 km a leste-nordeste de Anguilla.
Depois de atingir a força de tempestade tropical, os ventos máximos sustentados flutuaram por três dias, oscilando entre 65 km/h e 85 km/h. isto é devido ao grande tamanho de Florence; a área de ventos alcançou 745 km de diâmetro, sendo que o raio de ventos máximos chegava a 170 km. Em 6 de Setembro, um vórtice ficou bem definido, com tênuas bandas de tempestade desenvolvendo-se nos quadrantes nordeste e sudoeste. Como resultado, os meteorologistas previram que Florence iria se desenvolver significativamente e alcançar a força de um grande furacão. Embora as áreas de convecção tenham se aproximado do centro da tempestade, meteorologistas não podiam detectar um centro da circulação bem definido no final de 13 de Setembro. Em 7 de Setembro, áreas de convecção formaram-se sobre o centro e a oeste do centro pela primeira vez em sua duração. Entretanto, Florence falhou a se intensificar mais, apresentando uma área com ventos que superava 1.670 km de diâmetro. Isto levou a dificuldades na previsão, assim que a tempestade seguiu numa área com águas a 29°C, poucos ventos de cisalhamento e apresentando uma grande área ciclônica de baixos níveis envolvida por abundantes áreas de convecção. No começo da madrugada de 8 de Setembro, a tempestade consistia-se de um padrão de nuvens alongado e deformado, atípico para um ciclone tropical. Depois, ainda naquele dia, assim que um anticiclone desenvolveu-se sobre Florence, a tempestade começou a se consolidar em volta de um vórtice que começou a se tornar proeminente na parte oeste da grande circulação ciclônica. O sistema começou a se fortalecer mais firmemente assim que a tempestade começou a seguir para noroeste. No começo de 10 de Setembro, um olho começou a se desenvolver  dentro de um centro denso nublado que estava em volta que estava no centro da circulação, e pouco depois, Florence atingiu a força de um furacão enquanto estava localizado a cerca de 630 km ao sul de Bermudas.

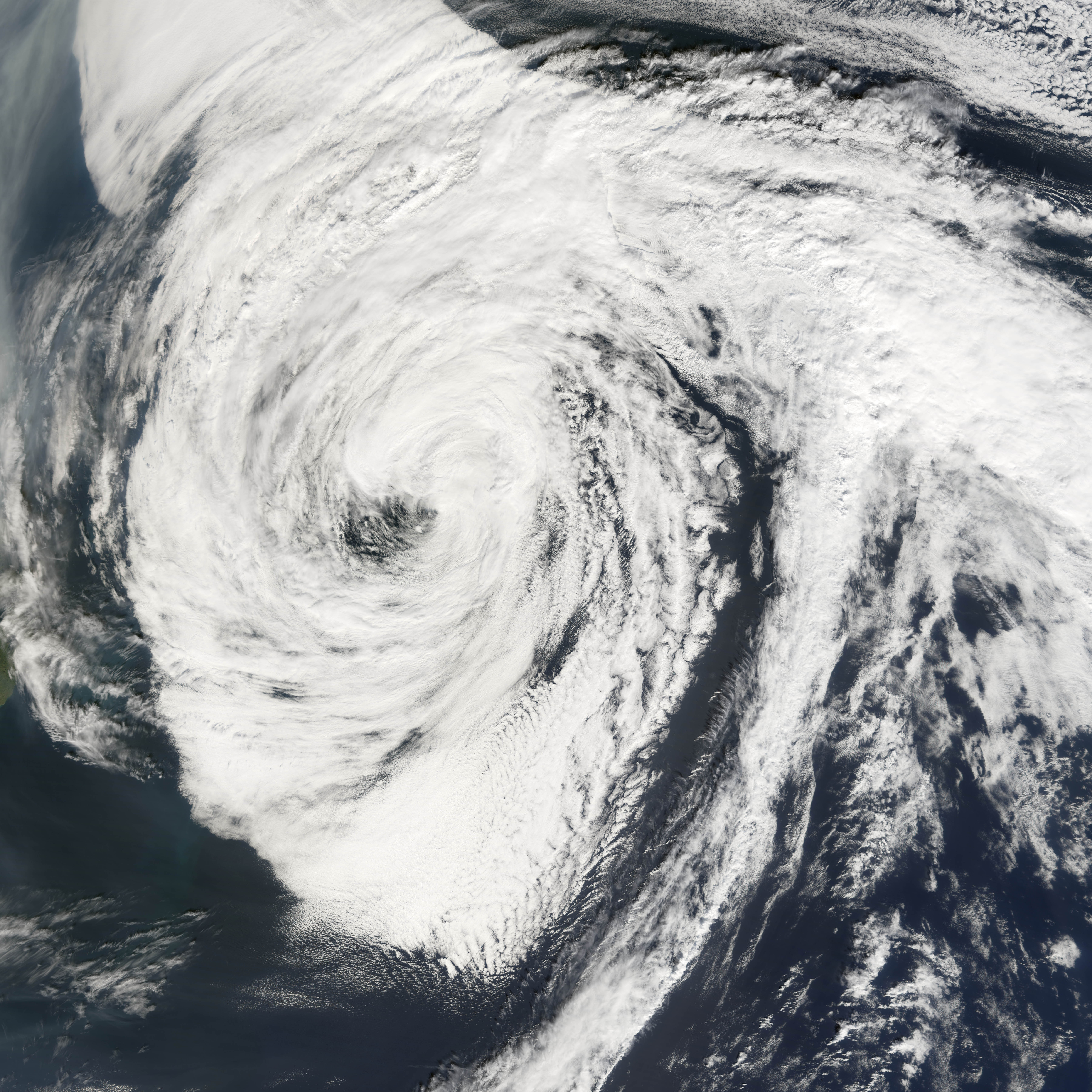
Florence depois de ter se tornado uma tempestade extratropical sobre o Atlântico Norte

Florence começou a seguir para o norte e para o norte-nordeste através de uma fissura na alta subtropical. Embora a sua parede do olho estivesse aberta no seu lado norte, condições favoráveis levaram aos meteorologistas a previr a passagem de Florence perto de Bermudas como um forte furacão de categoria 2. O núcleo interno da área de convecção tornou-se irregular em imagens de satélite e, baseado em dados de caçadores de furacões, é estimado que o furacão tenha atingido o pico de intensidade com ventos constantes de 150 km/h no final de 10 de Setembro. Logo depois, a parede do olho deteriorou-se e o furacão enfraqueceu-se e em 11 de Setembro, o sistema passou a 95 km a oeste de Bermuda com ventos de 135 km/h. O padrão geral de nuvens tornou-se ligeiramente mais organizado e Florence se fortaleceu novamente por um breve período antes de encontrar ventos de altos níveis e águas frias. Ar seco envolveu a periferia sul do ciclone, que destruíram as áreas de convecção profunda no começo da madrugada de 12 de Setembro. A cobertura de nuvens ficou assimétrico e afastado do centro e áreas semelhantes a zonas frontais começaram a se formar. O sistema continuou a perder características tropicais e em 13 de Setembro, Florence tornou-se um ciclone extratropical a cerca de 780 km a sul-sudoeste de Cape Race, Terra Nova, Canadá. Mantendo inicialmente ventos com força de furacão, os remanescentes extratropicais passaram perto de Cape Race antes de seguir para leste-nordeste e em 14 de Setembro, os ventos enfraqueceram para uma simples ventania. O ciclone executou uma meia-volta ciclônica grande para o sudoeste da Islândia nos dias seguintes e depois de seguir para oeste, os remanescentes extratropicais de Florence foram absorvidos por outro ciclone extratropical que estava em desenvolvimento ao seu sul, a oeste da Groenlândia.

## Preparativos
O governo de Bermudas emitiu um alerta de furacão para a ilha em 8 de Setembro, que foi seguido por um aviso de tempestade tropical em 9 de Setembro. Estes avisos e alertas foram substituídos por um aviso de furacão em 10 de Setembro, coincidindo com o fortalecimento da tempestade para um furacão. O governo encorajou os cidadãos que seriam potencialmente afetados pelo furacão a se prepararem para a tempestade, muitos dos quais trouxeram suprimentos para suas casas. Os residentes instalaram protetores de portas e janelas enquanto os proprietários de barcos trouxeram seus barcos para áreas seguras. Um abrigo de emergência foi preparado na ilha. Antes da chegada da tempestade, autoridades cancelaram o serviço de ônibus e balsas e também fecharam todas as escolas e os escritórios governamentais no dia da chegada de Florence. O Aeroporto Internacional de Bermudas também foi fechada.

## Impactos
O furacão Florence produziu fortes swells e ondas fortes para a porção norte das Pequenas Antilhas, Ilhas Virgens, Porto Rico, Hispaniola e Bermuda. Depois, a grande diferença de pressão atmosférica entre Florence e um sistema de alta pressão sobre o sudeste do Canadá produziu ventos e ondas fortes ao longo da Costa Leste dos Estados Unidos. O furacão também causou fortes swells e mar bravo, incluindo Correntes de Ressaca nas Bahamas e no Canadá Atlântico.
Passando a uma curta distância a oeste de Bermudas, o furacão Florence produziu ventos fortes na ilha; sendo que ventos sustentados de 132 km/h na Ilha de St. David's a 48 metros de altitude, enquanto as rajadas de vento chegaram a 185 km/h no Centro de Operações Marítimas na paróquia Saint George a uma altitude de 78 metros. Os ventos derrubaram árvores e postes de eletricidade, deixando mais de 25.000 casas e estabelecimentos sem eletricidade durante o pico da tempestade. Os ventos fortes danificaram dez casas, incluindo a destruição dos telhados de três casas. Além disso, janelas cederam à força do vento em várias partes da ilha. Algumas pessoas ficaram feridas por estilhaços de vidro, sendo que nenhuma precisou ser hospitalizada.  A precipitação acumulada chegou a 34 mm no Aeroporto Internacional de Bermudas. Um possível tornado reportado na paróquia de Southampton derrubou árvores e causou leves danos a construções. No zoológico e no Aquário de Bermudas, dois flamingos morreram devido à queda de árvores. Durante o pico da tempestade, autoridades policiais recomendaram aos cidadãos a continuarem abrigados, longe de qualquer dano, embora havia vários relatos de vários saques no território. A tempestade causou danos totais de $200.000 dólares (2006) na ilha.  pouco depois da passagem da tempestade, o serviço de eletricidade começou a restabelecer a energia elétrica e seis horas depois da passagem do pico da tempestade, a eletricidade já tinha sido restabelecida em 7.000 casas e estabelecimentos comerciais. No dia seguinte após a passagem da tempestade, cerca de 3.000 casas continuavam sem eletricidade na ilha. A passagem da tempestade danificaram a The Causeway, entre a Ilha de St. David's e a Paróquia de Hamilton, limitando o tráfico em uma pista de cada lado.
Como uma tempestade extratropical sobre Terra Nova, Canadá, Florence produziu cventos que chegaram a 163 km/h e quantidades moderadas de chuva, que alcançaram 67 mm. Foram reportados enchentes e interrupções no fornecimento de eletricidade, embora fossem isolados. A tempestade causou a interrupção dos voos no Aeroporto Internacional de St. John's. A tempestade também parou o serviço de balsa entre a Ilha Cape Breton e o leste da Nova Escócia. Ventos fortes destruíram uma casa na pequena vila de François, na Terra Nova. Os residentes em François concordaram em reconstruir a casa arruinada enquanto a família morava temporariamente numa casa de verão de outra família. Os ventos também causaram danos a outras casas, enquanto ondas fortes danificaram rodovias costeiras e barcos ao longo da Península de Burin.